# Sinovac Biotech

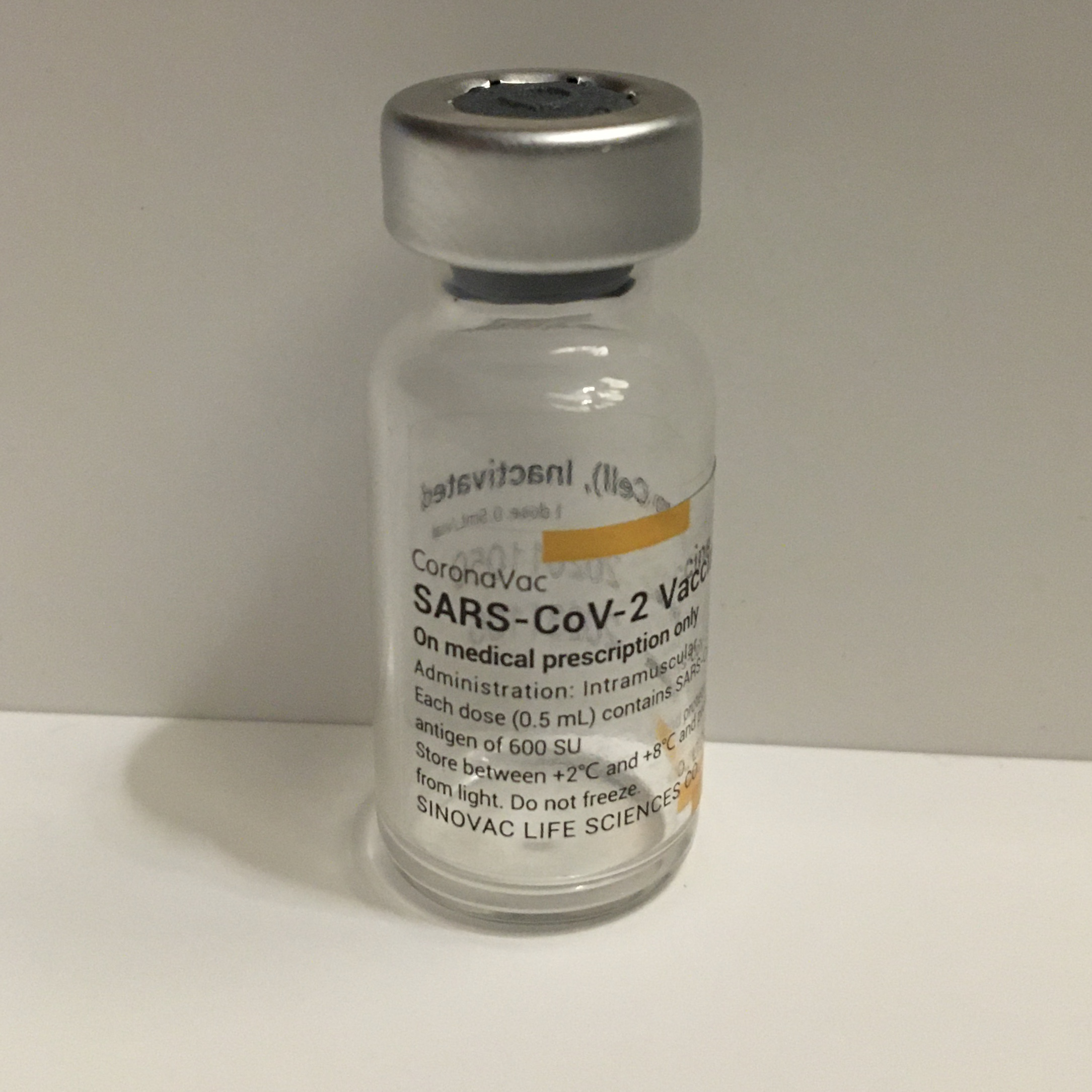
Pusta fiolka po szczepionce CoronaVac

Sinovac Biotech (chiń. 北京科兴生物制品有限公司) – chińskie przedsiębiorstwo biofarmaceutyczne założone w 2001 roku.
Działalność przedsiębiorstwa koncentruje się na badaniach, rozwoju, produkcji i komercjalizacji szczepionek chroniących przed chorobami zakaźnymi człowieka.
Siedziba przedsiębiorstwa mieści się w Pekinie.

## Produkty

### CoronaVac
CoronaVac to inaktywowana szczepionka przeciw wirusowi COVID-19 opracowana przez Sinovac Biotech. Faza III badań klinicznych odbyła się w Brazylii, Chile, Indonezji, Turcji i na Filipinach.
24 grudnia 2020 r. Turcja ogłosiła wyniki fazy III badań klinicznych, w której skuteczność wyniosła 91,3%.
Szczepionka została zatwierdzona do użycia w Indonezji, Azerbejdżanie, Chinach, Brazylii, Chile i Turcji. Pod względem mechanizmu działania jest podobna do BBIBP-CorV i BBV152 – innych inaktywowanych szczepionek przeciw wirusowi COVID-19. CoronaVac nie musi być zamrażana, a zarówno sama szczepionka, jak i surowce do jej wytwarzania mogą być transportowane i przechowywane w temperaturze 2–8° C.
13 stycznia 2021 r. Brazylia ogłosiła wyniki, ukazujące skuteczność na poziomie 50,4% w zapobieganiu objawom infekcji, 78% w zapobieganiu łagodnym przypadkom wymagającym leczenia i 100% w zapobieganiu ciężkim przypadkom.